# BBC World Service Television
BBC World Service Television (BBC WSTV en Asie) était la chaîne de télévision internationale de la BBC diffusée par satellite du 11 mars 1991 au 26 janvier 1995.

## Histoire de la chaîne
BBC World Service Television reste connue comme étant la première chaîne d'incursion de la BBC à la télévision internationale. En Europe, elle succède à BBC TV Europe le 11 mars 1991. La chaîne est aussi lancée le 14 octobre 1991 en Asie où elle prend le nom de BBC WSTV sous la forme d'une chaîne d'information en continu. 
À la suite de la création en janvier 1995 de BBC Worldwide, nouvelle filiale de la BBC chargée de la diffusion internationale, BBC World Service Television est divisée en deux nouvelles chaînes le jeudi 26 janvier 1995 à 19h00 GMT : BBC Prime consacrée au divertissement et aux programmes de flux, et BBC World destinée à l'information en continu. 

## Identité visuelle
Le logo et l'habillage d'antenne de BBC World Service Television étaient calqués sur ceux utilisés par BBC One entre 1985 et 1991, avec notamment l'usage du globe terrestre comme emblème de la chaîne et de sa dimension mondiale. Le globe reste le même, mais la légende au bas est modifiée avec un logo BBC et la mention « World Service » en italique en dessous.

## Organisation

### Budget
Contrairement à la station de radio BBC World Service, BBC World Service Television n'était pas financée par le gouvernement britannique ou par des subventions, mais grâce aux publicités commerciales

## Programmes
BBC World Service Television propose à l'international une sélection des programmes de BBC One et BBC Two. La chaîne propose également le premier service d'information en continu sous la forme de bulletin d'information de trente minutes régulièrement diffusés à l'antenne.